# 道の駅播磨いちのみや
道の駅播磨いちのみや（みちのえき はりまいちのみや）は、兵庫県宍粟市一宮町須行名にある国道29号の道の駅である。

## 施設
- 駐車場
  - 普通車：36台
  - 大型車：2台
  - 身障者用駐車場：2台
- トイレ
  - 男：大・小8
  - 女：6
  - 身障者用：1
- 公衆電話
- 特産品売店（8：30 - 17：00）

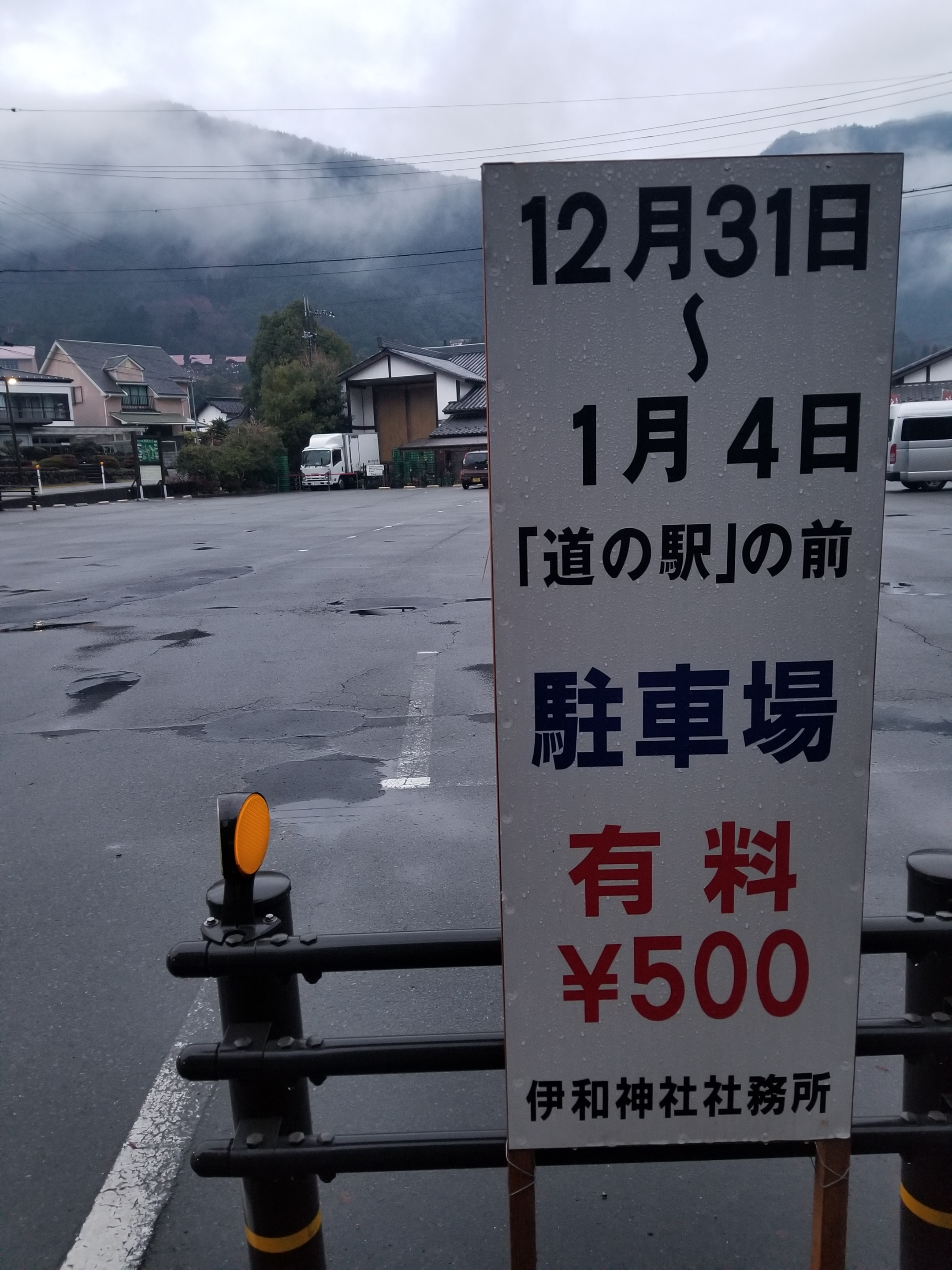
年末年始は伊和神社の参拝客対応のため、道の駅の駐車場が有料になる（画像は2020年末）。

- レストラン（平日8：00 - 15：00）(土日祝8:00 - 17：00)月曜休
- 郷土芸能展示室（8：30 - 17：00）隣接する伊和神社の秋祭りで使用される屋台を展示。

### 管理団体
- 設置者:宍粟市（旧:一宮町）
- 指定管理者:播磨いちのみや株式会社（宍粟市（旧一宮町）の第三セクター会社）

## アクセス
- 国道29号 - 登録路線
  - 兵庫県道6号養父宍粟線（国道29号と重複）
  - 兵庫県道8号加美宍粟線（国道29号と重複）
  - 兵庫県道523号塩田一宮線（国道29号と重複）

## 周辺
- 伊和神社
- 福知渓谷
- 一宮温泉